# 反相对论
愛因斯坦提出相对论后，有众多学者、爱好者反对相对论。其中相当多批评者在非学术的角度进行批判。出于纯粹的学术目的的相对论反对者包括德国实验物理学家格尔克 (Ernst Gehrcke)等人，其他很多反对相对论是出于种族主义或意识形态的原因，如德国实验物理学家、1905年诺贝尔物理学奖得主菲利普·莱纳德、1919 年诺贝尔物理学奖得主斯塔克(Johannes Stark)等。

## 廣義相對論

### 巴特瑙海姆辯論
1920年，菲利普·莱纳德等人與愛因斯坦在德國巴特瑙海姆辯論。他提出的批評是，愛氏的相對論缺乏「直觀性」（德語：Anschaulichkeit），而衹有基於以太的理論能具備此種性質。愛因斯坦回應，過往已見物理學家心中的「直觀性」或「常理」會隨時代變化，不能再用作判斷物理理論是否成立。莱纳德又提出，愛因斯坦發表引力的相對論，實際上是暗中以「空間」之名重新引入以太的概念。巴特瑙海姆辯論後不久，赫尔曼·外尔在萊頓大學的就職講座上反駁了此一說法，但愛因斯坦承認，其廣義相對論中，所謂「真空」具備的物理性質會影響物質；反之，物質也會影響真空。莱纳德又主張，愛氏的廣義相對論允許超光速，與狹義相對論矛盾，舉例以地球為靜止的旋轉坐標系中，位於宇宙深處的諸點，皆以超光速繞地球轉動。外尔認為，不論在狹義或廣義相對論中，皆不應將幅員廣闊的旋轉系視為剛體處理，所以物體的訊號速度其實從未超逾光速。另一種批評來自莱纳德和古斯塔夫·米，關於加速系中的「假想」引力場。根據愛氏的等效原理，此種引力場具有與源於物體的引力場同樣真實的物理意義。莱纳德和米兩人提出，物理力衹能出於真實的物質來源，但愛氏設想加速參考系中存在的引力場，並無具體物理意義。愛氏對此回應，按马赫原理，可將該等引力場視為由遙遠的物質產生。在這方面，莱纳德和米的批評可謂成立，因為按現代共識（與愛氏日後的觀點一致），廣義相對論並不支持當時愛氏所理解的馬赫原理，見§ 廣義協變性。:124–128

## 相对论的非学术批判

### 德国
德国大众对于相对论的批判很大程度上由于纳粹主义的崛起，主张所谓 “德意志物理学”， 清除 “犹太物理学”,具有明显的种族主义的色彩。

### 苏联
苏联大众对于相对论的系统批判主要有大清洗前后和二十世纪四十年代后期，很大程度上是由于意识形态的原因。爱因斯坦声称自己的理论受到马赫的影响，但马赫的哲学受到列宁大篇批判，苏共领导人之一日丹诺夫更是直接批评相对论研究者不懂辩证法。这些都促使了苏联反相对论运动升温。

### 中国大陆
中国大陆在上世纪有一场全国性的对相对论的批判。在中国大陆批判相对论起于上世纪五十年代，受到苏联批判爱因斯坦以及相对论的运动的影响。在文化大革命中，爱因斯坦和相对论更是首当其冲，当时甚至喊出口号:"只有革相对论的命，自然科学才能前进"。批评的主要理由包括：1. 相对论包含“资产阶级反动观点”“完全违背了我们最最敬爱的伟大领袖毛主席教导的物质的矛盾运动规律” 2. “相对论是地地道道的主观主义和诡辩论，也就是唯心主义和相对主义”。对相对论的大规模批判随着政治斗争愈演愈烈，随着文化大革命的结束，对相对论的批判也慢慢减少。现在，对相对论的批判被视为一种非主流观点，不被社会大多数人接纳。2021年，燕山大学教师李子丰的研究“坚持唯物主义时空质能观，发展牛顿物理学”入选2021年度河北省科学技术奖推荐入选，这件事报道出来后引起了很大的争议。